# Биндер, Авраам-Вольф
Авраам-Вольф Биндер (1895—1967) — американский композитор, аранжировщик, автор песен, дирижёр и музыкальный педагог.

## Биография
Авраам-Вольф Биндер родился в Бронксе, Нью-Йорк, в большой религиозной семье, у него было пять братьев и сестер — Рая, Дора, Эстер, Изадор и Джек. Позднее, Изадор и Джек стали певцами.
Известны его произведения еврейской музыки, сочинения для оркестра, хора, произведения камерной музыки.
Организатор Еврейского музыкального форума, Еврейского литургического общества Америки. Один из создателей Национального еврейского музыкального совета и Школы духовной музыки Еврейского союза.
В 1953 году Хибру юнион колледж — Еврейский институт религии наградил званием почетного доктора еврейской филологии.
Еврейский благотворительный совет удостоил награды Франка Л. Вайля за вклад в американскую еврейскую культуру.
Его произведения были опубликованы ведущими музыкальными изданиями США и Израиля.